# Slakhallet
Der Slakhallet (norwegisch für Schlaffer Hang) ist ein Gletscherhang in der Osthälfte der subantarktischen Bouvetinsel im Südatlantik. Er erstreckt sich vom Gebiet zwischen dem Olavtoppen und dem Randtoppen bis zur Victoria-Terrasse-Küste im Nordosten, der Mowinckel-Küste im Südosten und der Vogt-Küste im Süden. 
Wissenschaftler des Norwegischen Polarinstituts benannten ihn 1980.